# Montan de Tost
Montan de Tost, również: Montan, Montant de Tost, Montau – miejscowość w Hiszpanii, w Katalonii, w prowincji Lleida, w comarce Alt Urgell, w gminie Ribera d’Urgellet.
Według danych INE w 2020 roku liczyła 35 mieszkańców – 22 mężczyzn i 13 kobiet. 